# Tam Hưng (xã)
Tam Hưng là một xã thuộc thành phố Hà Nội. Xã này có Dự án đường trục phía nam Hà Nội đi qua. Đây là nơi sinh ra người đầu tiên được khắc tên ở bia Văn Miếu là Trạng nguyên Nguyễn Trực.
Xã được nhà nước khảo sát là nơi nuôi trồng thủy sản (rùa biển) do Chi cục Thủy sản Hà Nội thực hiện. Năm 2010, xã được nhà nước xem là nơi trồng lúa trọng điểm cần phát triển và mở rộng tại địa bàn Hà Nội.

## Lịch sử
xã Tam Hưng có 7 thôn: Song Khê, Tê Quả, Đại Định, Hưng Giáo, Lê Dương, Văn Khê, Bùi Xá. Thôn Song Khê nguyên là hai làng Bối Khê và Phúc Khê. Thôn này có ngôi chùa cổ là chùa Bối Khê
Trước năm 1965 Tam Hưng thuộc tỉnh Hà Đông, sau năm 1965-1975 thuộc Tỉnh Hà Tây, đến 1975-1991 thuộc tỉnh Hà Sơn Bình từ 2008-nay thuộc thành phố Hà Nội

## Địa lý
- Phía bắc giáp xã Bình Minh
- Phía nam giáp xã Thanh Thuỳ và Thanh Văn
- Phía Tây giáp xã Đỗ Động và thị trấn Kim Bài
- Phía Đông giáp xã Mỹ Hưng.